# Залізний Дроворуб

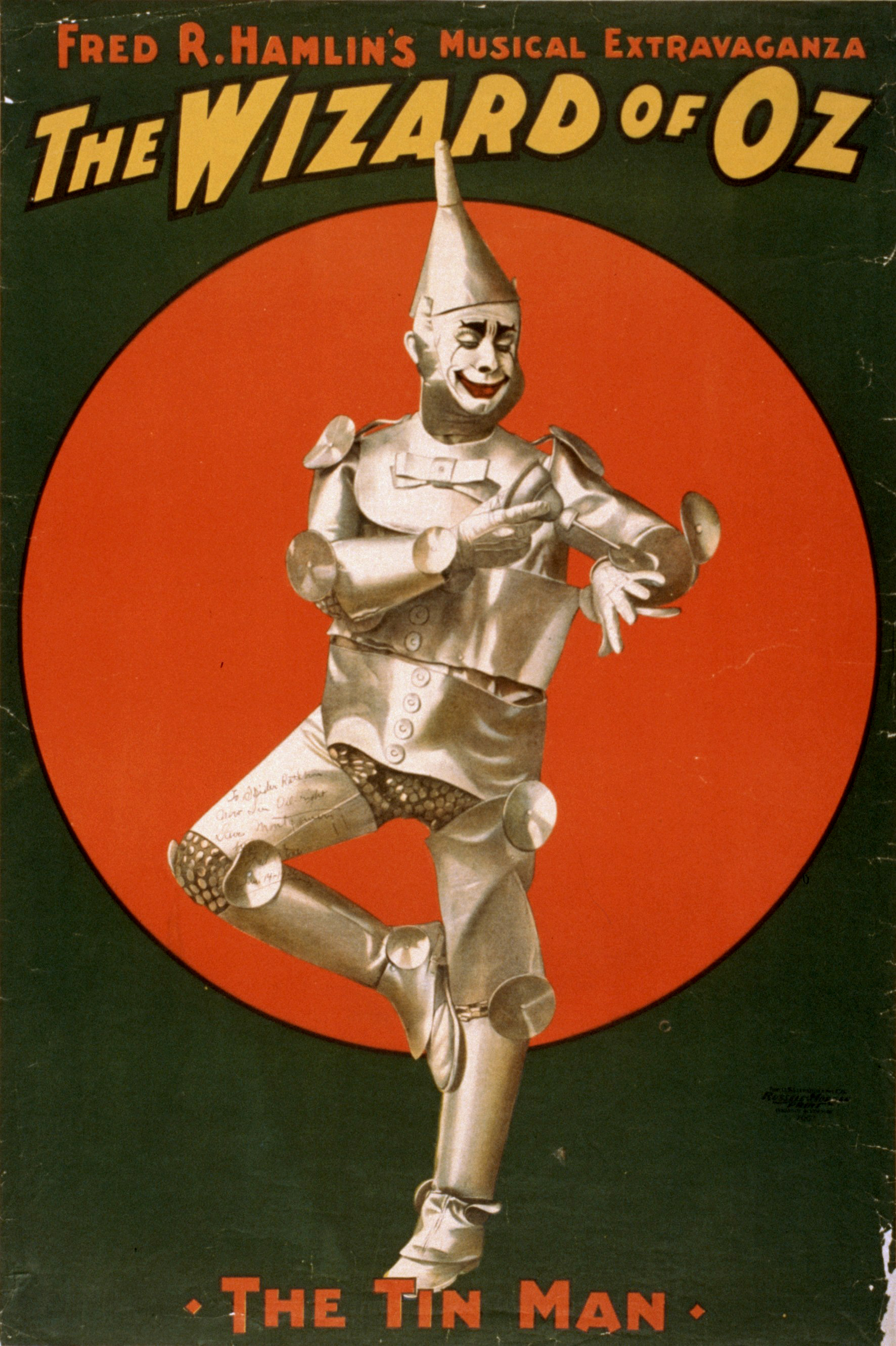

Залізний Дроворуб (англ. Tin Woodman; буквально — Бляшаний дроворуб) — персонаж казкових творів Френка Баума про чарівну країну Оз. Перша поява Залізного Дроворуба в літературі відбулося з виходом в 1900 році класичного твору Баума «Чарівник країни Оз». 
Виготовлені з жерсті людські фігурки використовувалися в США наприкінці XIX століття в рекламі. Під час написання книги Френку Бауму довелося редагувати журнал про оформлення вітрин магазинів. Вважається, що така фігурка і надихнула Баума на створення персонажа.
Залізний Дроворуб є одним із героїв циклу книг «Чарівник Смарагдового міста» радянського письменника Олександра Волкова, які є переробленими версіями творів Френка Баума.
Дроворуб у книгах Волкова (і — за традицією — у більшості наступних російських перекладів казок про країну Оз) зроблений із заліза, а у Баума — з жерсті.